# 西西莉·泰森
西西莉·泰森（英語：Cicely Tyson；1924年12月19日—2021年1月28日）是美国女演员和模特儿。

## 生平
1924年12月19日，西西莉·泰森出生在纽约市曼哈顿哈莱姆，母亲弗雷德里卡（哈金斯）泰森是一名家庭佣工；父亲威廉·奥古斯丁·泰森曾是一名木匠、画家，以及做其他工作。她是家里的三个孩子之一。 她的父母是西印度群岛尼维斯岛的移民。她的父亲在21岁时来到纽约市，并于1919年8月4日在埃利斯岛接受体检。

## 家庭
1942年12月27日，18岁的泰森和肯尼思·富兰克林结婚。她丈夫在结婚不到18个月就抛弃了她，1956年，法院正式解除这段婚姻。
20世纪60年代，泰森第一次和爵士小号手比利·迪·威廉斯约会，当时他正在和舞蹈家弗朗西斯·泰勒·戴维斯闹离婚。戴维斯在1967年的专辑《魔术师》中使用了泰森的一张照片。戴维斯在1967年告诉媒体，他打算在1968年3月和泰森离婚后再结婚，但那年9月他和歌手贝蒂·戴维斯结婚了。
1978年，泰森和戴维斯重启两人的关系。1981年11月26日，由亚特兰大市长安德鲁·杨举行，两人在演员比尔·科斯比的家中举行了婚礼。由于戴维斯脾气易怒和不忠，两人的婚姻非常混乱。戴维斯认为泰森救了他的命，帮助他克服了可卡因成瘾。他们住在加利福尼亚州马里布和纽约市，直到1988年她提出离婚。1989年，两人离婚，1991年，戴维斯去世。
17岁时，泰森生了一个女儿。她是德尔塔西格玛西塔姐妹会的名誉成员。泰森是一名素食主义者。
2021年1月28日，泰森去世，享年96岁。

## 作品

### 电影
| 年   | 片名                            | 角色              | 备注   |
| ---- | ------------------------------- | ----------------- | ------ |
| 1956 | 黄金加勒比                      | 多蒂              |        |
| 1958 | 罪魁伏法记                      | 爵士俱乐部酒保    |        |
| 1959 | 最后的怒汉                      | 一个女孩          |        |
| 1966 | 叫亚当的男人                    | 克劳迪娅·弗格森   |        |
| 1967 | 喜剧演员The Comedians           | 玛丽·特蕾丝       |        |
| 1968 | 天涯何处觅知心                  | 波西亚            |        |
| 1972 | 儿子离家时                      | 里贝卡·摩根       |        |
| 1976 | 青鸟 (电影)                     | 泰勒              |        |
| 1976 | 尼日尔河 (电影)                 | 马蒂·威廉姆斯     |        |
| 1978 | 英雄不过是三明治                | 斯威茨            |        |
| 1979 | 国际机场 (1979年电影)           | 伊莱恩            |        |
| 1981 | 校车司机                        | 薇薇安·佩里       |        |
| 1991 | 油炸綠蕃茄                      | 西普西            |        |
| 1997 | 血染哈林                        | 斯蒂芬妮·圣克莱尔 |        |
| 2001 | 荷兰双人天后！                  | 她自己            |        |
| 2005 | 都是戴茜惹的祸                  | 格洛里亚·敦普     |        |
| 2005 | 疯女人日记                      | 默特尔            |        |
| 2006 | 玛蒂的家人重逢                  | 默特尔            |        |
| 2006 | 胖玫瑰                          | 赛琳              |        |
| 2006 | 爱德怀德                        | 霍普金斯妈妈      |        |
| 2007 | 卢旺达崛起                      | 珍妮特·尼拉巴加瓦 | 纪录片 |
| 2009 | 自下而上：寻找美国梦            | 旁白              | 纪录片 |
| 2010 | 我为什么也结婚了                | 奥拉夫            |        |
| 2011 | 姊妹                            | 康斯坦丁·杰斐逊   |        |
| 2012 | 亚历克斯·克洛斯                 | 娜娜              |        |
| 2013 | 太平间闹鬼事件2：佐治亚鬼屋事件 | 凯                |        |
| 2016 | 根源                            | 海蒂              |        |
| 2017 | 老爸出任務                      | 海托太太          |        |
| 2020 | 格蕾丝的堕落                    | 爱丽丝            |        |